# Axel von Axelson
Axel von Axelson, född 14 december 1729, död 18 augusti 1790, var en svensk friherre och underståthållare.
Axel von Axelson blev auskultant i Svea hovrätt 1750, vice auditör vid Dalregementet 1752 och extra kanslist i krigsexpeditionen 1753. Han blev auditör vid Västerbottens regemente 9 augusti 1755 och fältsekreterare vid armén i Pommern 26 juli 1757, assessor 8 maj 1759 och slottsfogde i Stockholm 24 mars 1760.
Axel von Axelson blev underståthållare 14 september 1762. Han blev kronofullmäktig i Generaltullarrendesocieteten 1776 och var vice landshövding i Stockholms län någon tid från 31 oktober 1782. Han adlades 1760 med namnet von Axelson, även om sköldebrevet är daterat 11 december 1769, och upphöjdes till friherre 12 september 1772.
Axel von Axelson blev riddare av Nordstjärneorden 1767 och kommendör 1772.
Axel von Axelson var son till krigskommissarien Nils Axelsson och Anna Elisabeth Faxell samt dotterson till prosten i Köla i Värmland Sven Faxell. Han gifte sig med Hedvig Catharina Gerdesköld, dotter till presidenten friherre Johan Gerdesköld och Anna Margaretha Wattrang.